# Збройні сили Тунісу
Туніська національна армія (араб. الجيش الوطني التونسي) — збройні сили Туніської Республіки. Включають в себе три види: сухопутні війська, військово-повітряні та військово-морські сили. В 1996—1998 роках організаційно оформилися також війська розвитку. Як першочергові резерви, що надходять у розпорядження Верховного головнокомандувача в загрозливий період, розглядаються інші воєнізовані формування, які в мирний час підпорядковуються міністру внутрішніх справ. У Туніської Республіці до них належать національна гвардія та поліція.

## Історія
Сучасні Збройні сили Тунісу мають свої витоки від часів французького протекторату (1881—1956). Французи охоче брали до лав армії тунісців. Ними як правило укомплектовувалися підрозділи спагів (легка кавалерія) і тиральєрів (легка піхота). Ці частини брали участь в Наполеонівських війнах, Першій і Другій світових війнах, а також у військових діях Франції в Індокитаї до 1954 року включно.
Офіційною датою створення збройних сил Тунісу є 24 червня 1956 року. Одним з перших актів уряду Хабіба Бурґіби, після здобуття незалежності Тунісу від Франції у 1956 році, стало рішення про створення національної армії. Першою частиною Туніської національної армії став сформований 30 червня 1956 року загальновійськовий полк. Необхідне озброєння і спорядження молода держава взяла з французьких запасів. На початку збройні сили Тунісу були нечисленні і включали в основному піхотні частини, сформовані з колишніх військовослужбовців французьких колоніальних військ і особистої гвардії бея, що був номінальним правителем країни в період французького протекторату. Нова туніська армія спочатку включала 25 офіцерів, 250 унтер-офіцерів і 1250 особового складу, що перейшли зі служби в збройних силах Франції, а також 850 колишніх бейських гвардійців. Основу нової армії складали колишні солдати колоніальних військ, які мали добру підготовку і реальний бойовий досвід, отриманий в битвах Другої світової війни і війни в Індокитаї, де брали участь три туніських батальйони. Однак при формуванні національних збройних сил Туніс зіткнувся з великими труднощами, зокрема відсутністю офіцерських кадрів і технічних фахівців, низькою дисципліною, недостачею сучасного озброєння. Крім того, на території Тунісу продовжували залишатися французькі війська. Близько чотирьох тисяч тунісців продовжували службу в ЗС Франції до 1958 року.
Новоствореній туніській армії довелося майже відразу після формування вступити в бойові дії проти них в південних районах уздовж кордону з Алжиром. До 1959 року майже всі французькі військові формування з території Тунісу були виведені, а туніські підрозділи поповнили національні збройні сили — чисельність армії зросла до 6000. Обов'язковий призов введений у січні 1957 року, а також дозволив до 1961 року збільшити чисельність збройних сил до 20 тисяч осіб і сформувати дванадцять батальйонів.
Першим серйозним випробуванням для туніської армії стала бізертинська криза. Небажання військово-політичного керівництва Франції евакуювати військово-морську базу в Бізерті — одному з найбільших міст і портів країни призвело до військового конфлікту 19 — 22 липня 1961. Франко-туніська війна 1961 року стала першою великою операцією ЗС Тунісу, які зазнали в ході неї значних втрат. Досвід цих боїв показав необхідність реорганізації та переоснащення національних збройних сил Тунісу.
ВМС Тунісу отримали перший бойовий корабель у 1959 році, 1960 року військово-повітряні сили отримали перший бойовий літак. За час існування армія Тунісу з розрізнених, слабокерованих і погано озброєних частин перетворилася на сучасну військову структуру. Підрозділи ЗС Тунісу з часу завоювання незалежності залучалися до миротворчих операцій в шести країнах:
- липень 1960 — березень 1963 участь в операція ООН в Конго (3361 військовослужбовець);
- липень 1992 — серпень 1993 в Камбоджі (972 військовослужбовців);
- січень 1993 — лютий 1994 в Сомалі (280 військовослужбовців);
- вересень 1993 — липень 1995 в Руанді (840 військовослужбовців);
- липень 1998 — по т.ч. на Коморських островах (до взводу);
- липень 1999 — по т.ч. в Косово (група цивільних фахівців військово-медичної служби ЗС Тунісу);
- червень 2000 — по т.ч. в Демократичній Республіці Конго (понад 260 осіб).

## Воєнна доктрина
Воєнна доктрина Туніської Республіки має оборонну спрямованість і в новому сторіччі істотних змін не зазнала: Туніс дотримується принципу можливості і необхідності розв'язання кризових ситуацій без застосування сили, виступає за зміцнення ролі ООН у підтриманні миру і стабільності.
Військово-політичне керівництво розглядає національне збройні сили як найважливіший компонент воєнної організації держави і відводить їм роль основного гаранта державного суверенітету. Соціально-політична сутність військово-доктринальних положень Тунісу включає концепцію активної оборони, принципи взаємодії з дружніми державами, протидію поширенню в регіоні релігійного екстремізму і тероризму. Як союзники розглядаються США та інші країни НАТО, з багатьма з яких Туніс пов'язаний угодами про співробітництво у військовій галузі — взаємодія з ними будується на базі спільного військового планування, а також в рамках Середземноморської ініціативи НАТО. Тісні військові зв'язки з США, Францією, Німеччиною, статус асоційованого члена Європейського Союзу дозволяє Тунісу в разі зовнішньої агресії розраховувати на їх допомогу.
Туніс демонструє прихильність до мирних способів врегулювання зовнішньополітичних розбіжностей з прикордонними державами. В останні роки дипломатичним шляхом вирішені практично всі територіальні суперечки з сусідніми країнами. Однак складна військово-політична обстановка в них, особливо в Алжирі, створює певну напруженість у прикордонних районах.
При визначенні основних напрямів будівництва збройних сил враховуються ряд політико-економічних чинників, з яких найбільш важливими є:
- економічна залежність від міжнародних валютно-фінансових організацій; однією з вимог МВФ є не перевищувати п'ятивідсотковий рівень витрат на оборону;
- фізичний та моральний знос значної частини поставленого на початку 1980-х років і раніше озброєння і техніки, необхідність оновлення їх парку;
- потреба в залученні збройних сил до освоєння пустелі і важкодоступних територій, вдосконалення інфраструктури та комунікацій;
- зацікавленість керівництва держави в участі підрозділів ЗС Тунісу в миротворчій діяльності для отримання політичних дивідендів, а також матеріально-фінансової допомоги.

## Загальні відомості
Верховним головнокомандувачем ЗС Туніської Республіки, згідно зі статтею 44 Конституції держави, є Президент Тунісу. Він керує ними в мирний час через міністра національної оборони. При Президентові створено консультативний орган — Рада національної оборони, який визначає військову політику країни, основні напрямки військового будівництва, а також координує діяльність інших міністерств у військовій галузі.
Міністром національної оборони Тунісу призначається цивільна особа, яка здійснює адміністративне управління збройними силами через начальників штабів видів збройних сил, відповідає за їхній стан, боєздатність і будівництво. Міністерство оборони також вирішує завдання комплектування військ, підготовки резервних компонентів, матеріально-технічного забезпечення, закупівлі озброєнь, керує діяльністю військово-наукових установ.
Морально-політичний стан особового складу високий. У військах підтримується жорстка військова дисципліна, спрямована здебільшого на неухильне підпорядкування і покору. Налагоджений суворий контроль політичної та релігійної спрямованості і настроїв офіцерського складу. Зупиняються всякі спроби політичної активності, проводяться заходи з викорінення ідей релігійного екстремізму, налагоджена жорстка система дисциплінарної практики.
Організація і порядок проходження військової служби визначаються законами № 51 від 14 березня 1989 року і № 53 від 9 липня 1992 року. Комплектування ЗС змішане. Включає як систему призову, так і контрактне комплектування на конкурсній основі. Термін строкової служби 12 місяців. Військовослужбовці її можуть проходити в збройних силах, підрозділах МВС, а також в «військах розвитку». Існує система відстрочок, а також підстави для повного звільнення призовників від військової служби. Також діє принцип «відкупу від призову», закріплений у відомчих інструкціях. Особа, яка не бажає бути призваною на службу, має право звільнення від неї за умови сплати протягом року 60-80 % заробітної платні, яка, в свою чергу, не повинна бути меншою від 300 туніських динарів. У цьому випадку призовник проходить 21-денні збори в навчальному центрі, після чого повертається на місце роботи.

## Склад збройних сил
Збройні сили Тунісу включають в себе три види: сухопутні війська, повітряні сили і військово-морські сили.
Чисельність ЗС становить 35,3 тисяч осіб, в тому числі в сухопутних військах 27 тисяч (з них 22 тис. служби за призовом), повітряних силах — 4 тисячі, військово-морських силах — 4,8 тисячі, Військах розвитку — 1 тисяча. Центральний апарат Міністерства національної оборони і частини центрального підпорядкування нараховують 2 тис. осіб. Воєнізовані формування: національна гвардія — 12 тис. чол. Мобілізаційні ресурси 2,9 млн чол., в тому числі придатних до військової служби 1,7 млн.

### Сухопутні війська
Сухопутні війська: 27 тис. чол., 5 бригад (3 механізованих — у кожній по одному танковому, два механізованих, одному артилерійському і одному полку ППО), полк спеціального призначення (парашутистів-командос), полк «Сахара» (для дій в пустелі) і інженерний полк. На озброєнні 84 танки М60АЗ/А1, 54 легких танків SK 105 «Кірасир», 69 БРМ AML-90 і «Саладін», 268 БТР (M113A1/A2, «Уруту», FIAT 6614), 115 гармат польової артилерії калібрів 105—155 мм, 161 міномет калібрів 81, 107 і 120 мм, 600 ПУ ПТРК (M901 ITV, «Мілан») , 115 зенітних установок калібрів 20 і 37 мм, 26 ЗРК «Чапарел», 48 ПЗРК RBS-70.

### Військово-морські сили
Військово-морські сили: 4,8 тис. чол. (з них 700 строкової служби). Корабельний склад: 12 ракетних катерів (3 типу «Комбатан-3», 6 «Альбатрос», 3 «Бізерта»), 13 патрульних катерів (у тому числі 3 «Шанхай-2», близько 10 малих), плавмайстерня, дослідно-випробувальне судно «Роберт Конрад», гідрографічне судно «Вілкс», два судна забезпечення. Берегова охорона — 6 великих (типу «Кондор-1») і 20 малих патрульних катерів. Військово-морські бази і пункти базування: Бізерта, Келібія, Ла-Ґулєт, Сфакс, Сус, Туніс.

### Повітряні сили
Станом на 2019 рік повітряні сили Тунісу мали приблизно 4000 чоловік особового складу. Авіабази: Сіді-Ахмед, Ла-Каруба, Габес, Гафса, і Сфакс.
За даними журналу FlightGlobal, станом на 2020 рік, на озброєнні повітряних сил Тунісу були 12 бойових, 14 транспортних, 29 навчально-тренувальних літаків і 101 багатоцільовий і бойовий вертоліт.
| Тип                 | Виробництво    | Призначення                  | Кількість | Примітки               |        |
| Літаки              | Літаки         | Літаки                       | Літаки    | Літаки                 | Літаки |
| ------------------- | -------------- | ---------------------------- | --------- | ---------------------- | ------ |
| F-5E                | США            | винищувач                    | 12        |                        |        |
| C-130B/H            | США            | транспортний літак           | 7         |                        |        |
| C-130J              | США            | транспортний літак           | 2         |                        |        |
| L-410               | Чехословаччина | транспортний літак           | 5         |                        |        |
| F-5F                | США            | навчальний винищувач         | 3         |                        |        |
| L-39                | Чехословаччина | навчально-бойовий літак      | 9         |                        |        |
| SF.260              | Італія         | навчально-тренувальний літак | 17        |                        |        |
| T-6C                | США            | навчально-тренувальний літак |           | замовлено 12 (можливо) |        |
| Вертольоти          |                |                              |           |                        |        |
| Bell 205            | США            | багатоцільовий вертоліт      | 20        |                        |        |
| Bell 412            | США            | багатоцільовий вертоліт      | 2         |                        |        |
| AS.350              | Франція        | багатоцільовий вертоліт      | 6         |                        |        |
| OH-58               | США            | багатоцільовий вертоліт      | 18        |                        |        |
| S-61 / CH-3 / HH-3E | США            | багатоцільовий вертоліт      | 15        |                        |        |
| UH-60M              | США            | багатоцільовий вертоліт      | 8         |                        |        |
| SA.316              | Франція        | багатоцільовий вертоліт      | 8         |                        |        |
| SA.313              | Франція        | багатоцільовий вертоліт      | 8         |                        |        |
| UH-1H/N             | США            | багатоцільовий вертоліт      | 16        |                        |        |

Розпізнавальний знак
Знак на кіль